# Rachel Traets

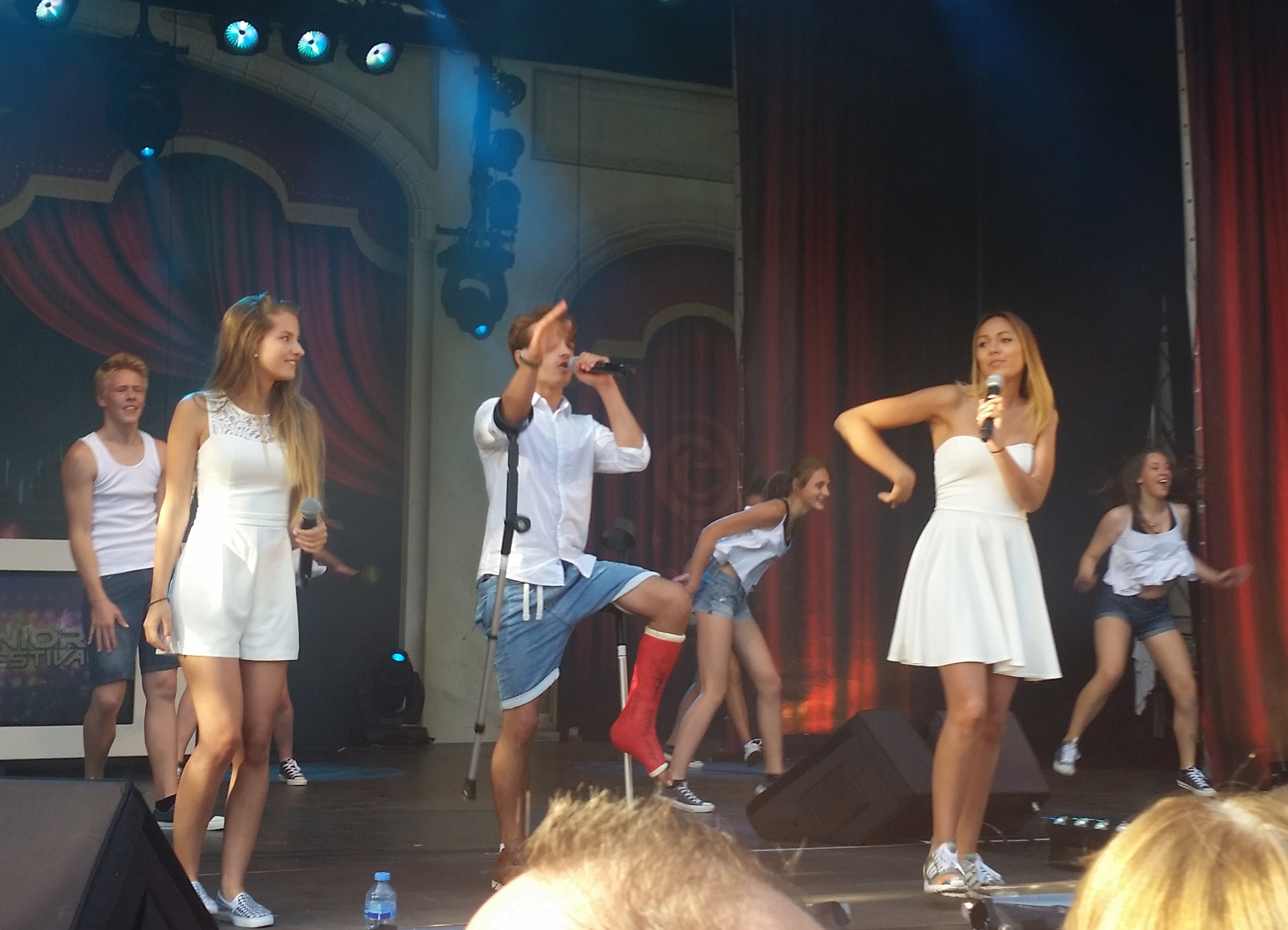
Rachel (rechts) met Ralf Mackenbach en Julia van Bergen tijdens het Efteling Negen Pleinen Festijn 2015

Rachel Traets (Wouw, 16 augustus 1998) is een Nederlandse zangeres.

## Biografie
In 2011 deed Traets mee aan het Junior Songfestival, de Nederlandse voorronde van het Junior Eurovisiesongfestival. Tijdens deze voorronde had Traets een liedje getiteld Ik ben een teenager. Het beschrijft hoe het is om een puber te zijn. Tijdens de grote finale op 1 oktober 2011 won Traets de finale met 36 punten (drie keer twaalf) van Sera, Lidewei, Yassir en Joël. Op 3 december 2011 vertegenwoordigde Traets Nederland tijdens het Negende Junior Eurovisiesongfestival in Jerevan, Armenië. Ze haalde er de tweede plaats met 103 punten (waarmee ze 5 punten minder had dan de nummer 1). Traets viel veel op door haar haarkleur, namelijk rood. Bij haar optredens in de finale en het internationale optreden maakte ze gebruik van een werksteiger om op te staan. Verder dansten er vier jongens tijdens haar optredens.
Traets is met Laura Hussein onderdeel van het duo Hello August. De twee brachten in januari 2018 hun debuutsingle Wrong chick uit.

## Discografie
Ze mocht het Junior Eurovisiesongfestival 2012 openen met het liedje van Loreen - Euphoria.
In februari 2012 kwam haar eerste single na het Junior Eurovisiesongfestival 2012 uit, getiteld Never Nooit!. Op 7 maart 2014 volgde haar single Bad Ringtone en op 19 januari 2015 introduceerde Traets haar single Holding On. Gevolgd met een single met Ralf Mackenbach `Replay´.

### Albums
| Album met eventuele hitnotering(en) in de Nederlandse Album Top 100 | Datum van verschijnen | Datum van binnenkomst | Hoogste positie | Aantal weken | Opmerkingen |
| ------------------------------------------------------------------- | --------------------- | --------------------- | --------------- | ------------ | ----------- |
| Teenager                                                            | 25-05-2012            | 02-06-2012            | 57              | 9            | als Rachel  |

### Singles
| Single met eventuele hitnotering(en) in de Nederlandse Top 40 | Datum van verschijnen | Datum van binnenkomst | Hoogste positie | Aantal weken | Opmerkingen                              |
| ------------------------------------------------------------- | --------------------- | --------------------- | --------------- | ------------ | ---------------------------------------- |
| Ik ben een teenager                                           | 2011                  | -                     |                 |              | als Rachel / Nr. 54 in de Single Top 100 |
| Wrong chick                                                   | 2018                  | 03-02-2018            | tip13           |              | als onderdeel van Hello August           |
| Drunk again                                                   | 2018                  | 27-04-2018            | tip14           |              | als onderdeel van Hello August           |